# Heliaula
Heliaula es un género de saltamontes de la subfamilia Gomphocerinae, familia Acrididae, y está asignado a la tribu Cibolacrini. Heliaula se distribuye en Estados Unidos, y la única especie de este género es Heliaula rufa, Scudder, 1899.